# Distrikt Pachaconas
Der Distrikt Pachaconas liegt in der Provinz Antabamba in der Region Apurímac in Südzentral-Peru. Der Distrikt wurde am 20. August 1872 gegründet. Er besitzt eine Fläche von 229 km². Beim Zensus 2017 wurden 1099 Einwohner gezählt. Im Jahr 1993 lag die Einwohnerzahl bei 1154, im Jahr 2007 bei 1174. Die Distriktverwaltung befindet sich in der 3438 m hoch gelegenen Ortschaft Pachaconas mit 831 Einwohnern (Stand 2017). Pachaconas liegt 22 km nordwestlich der Provinzhauptstadt Antabamba.

## Geographische Lage
Der Distrikt Pachaconas liegt im Andenhochland im Nordwesten der Provinz Antabamba. Der Río Pachachaca (auch Río Ichuni und Río Antabamba) durchquert den Distrikt in nordwestlicher Richtung.
Der Distrikt Pachaconas grenzt im Südwesten an den Distrikt Pocohuanca (Provinz Aymaraes), im Nordwesten an den Distrikt El Oro, im Norden an den Distrikt Circa (Provinz Abancay), im Nordosten an den Distrikt Chuquibambilla (Provinz Grau) sowie im Südosten an den Distrikt Sabaino.

## Ortschaften
Im Distrikt gibt es neben dem Hauptort Pachaconas folgende Ortschaften:
- Chancara
- Chircahuay
- Huancaray
- Milpu
- Palcayño